# Ples obětí

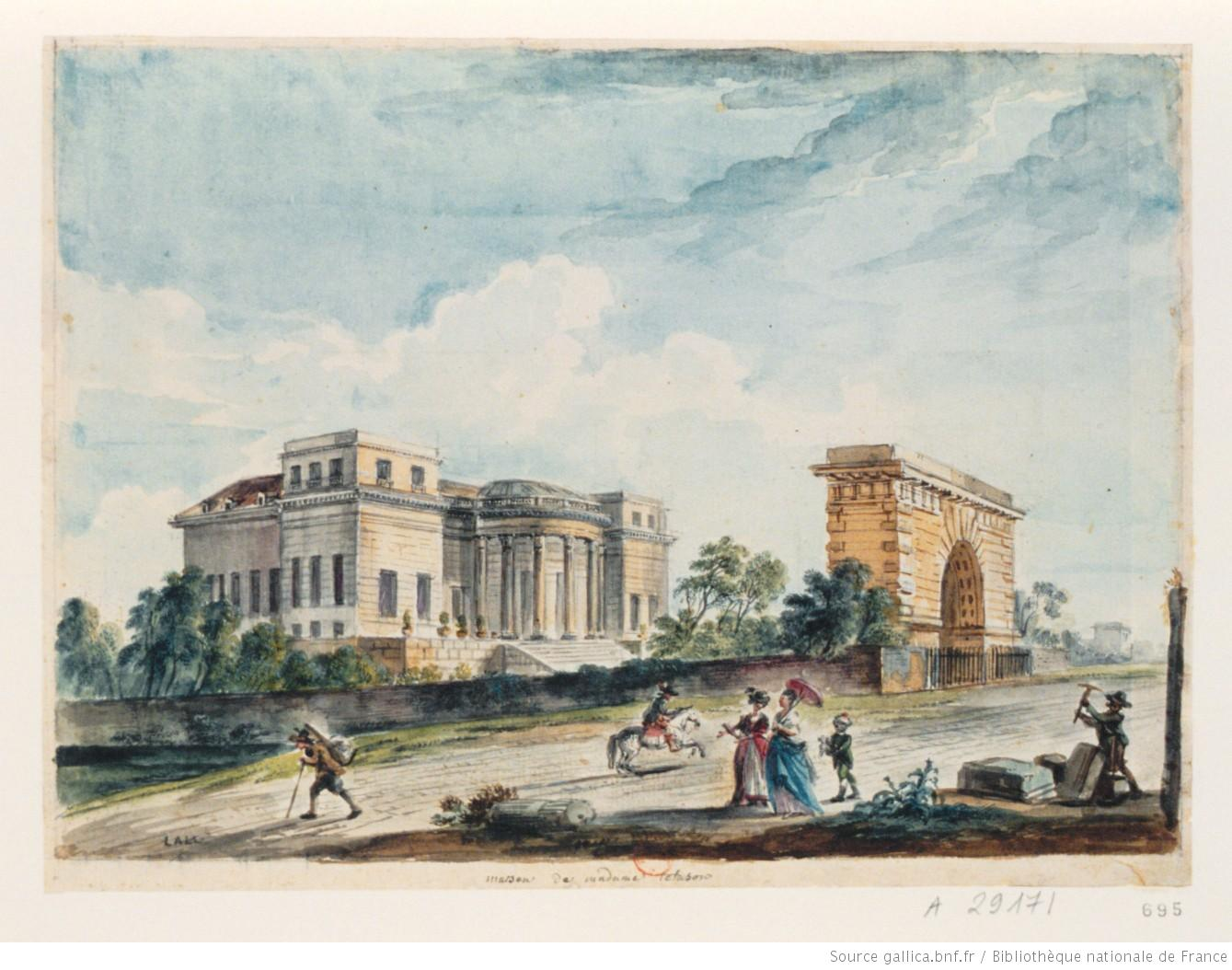
Hôtel de Thellusson kolem roku 1800 (kresba Jean-Baptiste Lallemand (1716-1803)

Ples obětí (francouzsky Bal des victimes) byl pravidelný ples, který se konal v Paříži po skončení období jakobínské Hrůzovlády. Účastnili se ho blízcí příbuzní popravených gilotinou během Velké francouzské revoluce. Konal se v paláci Thellusson v ulici Rue de Provence v 9. obvodu.

## Historie
Plesy se začaly konat po pádu a popravě Maximiliena Robespierra (28. července 1794). První ples se konal na počátku roku 1795.
Plesy organizovali převážně mladí lidé, jejichž rodiče nebo příbuzní byli gilotinováni, a majetek zabavený za revoluce jim byl opět vrácen.
Společným znakem plesů bylo, že sloužily jako katarze pro emocionální vyjádření příbuzných po popravených a s ohledem na sociální otřesy spojené s revolucí.
Účastníci na sobě měli smuteční šaty nebo obleky se smuteční stužkou na rukávu. Některé ženy nosily šaty ve stylu antického Řecka a Říma a chodily na boso. Někteří účastníci nosili i velmi krátce ostříhané vlasy jako odsouzenci před popravou nebo měli červenou stuhu či nit kolem krku v místě, kde symbolicky ostří gilotiny oddělovalo hlavu od těla.